# Henry de Montherlant
Henry Millon de Montherlant (ur. 20 kwietnia 1895 w Paryżu, zm. 21 września 1972 tamże) – pisarz francuski. Członek Akademii Francuskiej od 24 marca 1960 roku. Uczestnik I wojny światowej, co znalazło odbicie w jego dziełach m.in. w Le songe (1922). W okresie międzywojennym interesował się walkami byków, co ma swoje odzwierciedlenie np. w książce Ludzie areny (1926, wydanie polskie 1930).
Najbardziej znane dzieło Montherlanta to cykl Dziewczęta (tom 1-4, 1936-1939, wydanie polskie tom 1-3, 1938). Tworzył także szkice z podróży, np. Un voyageur solitaire est un diable (1961). Pisał również klasycyzujące dramaty, m.in.: Martwa królowa (1942, wystawienie polskie 1964), Mistrz zakonu Santiago (1948, wystawienie polskie 1957).